# Soane Patita Paini Mafi

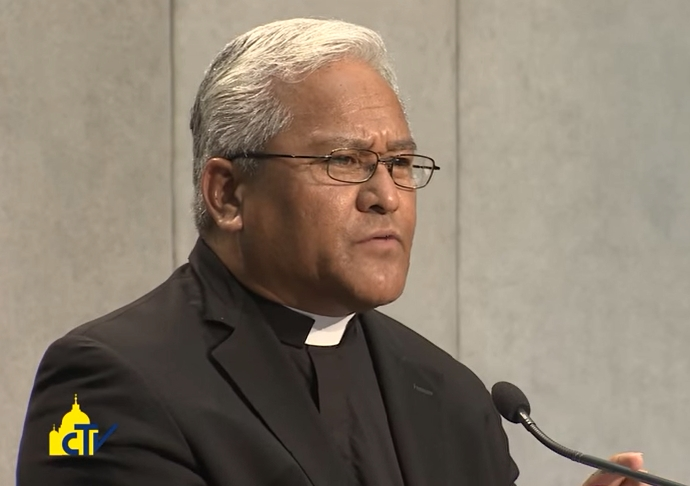
Kardinal Mafi bei der Bischofssynode 2015

Kardinalswappen von Soane Patita Paini Mafi

Soane Patita Paini Kardinal Mafi (* 19. Dezember 1961 in Nukuʻalofa) ist ein tongaischer römisch-katholischer Geistlicher und Bischof von Tonga.

## Leben
Soane Mafi stammt aus einer religiösen Familie. Er engagierte sich bereits als Jugendlicher in seiner Pfarrgemeinde. Später absolvierte er in Fidschi ein Studium der Philosophie und Theologie. Am 29. Juni 1991 empfing er durch den Bischof von Tonga, Patelisio Punou-Ki-Hihifo Finau SM, das Sakrament der Priesterweihe. Von 1995 bis 1997 war er Generalvikar in Nuku'alofa. Im folgenden Jahr reiste er zu Studienzwecken nach Baltimore und kehrte 1999 nach Tonga zurück. 2003 wurde er Professor am regionalen pazifischen Priesterseminar auf Fidschi, dessen Vizerektor er auch war.
Papst Benedikt XVI. ernannte ihn am 28. Juni 2007 zum Koadjutorbischof von Tonga. Der Bischof von Tonga, Soane Lilo Foliaki SM, spendete ihm am 4. Oktober desselben Jahres die Bischofsweihe; Mitkonsekratoren waren Alapati Lui Mataeliga, Erzbischof von Samoa-Apia, und Petero Mataca, Erzbischof von Suva. Nach der Emeritierung Soane Lilo Foliakis SM folgte er ihm am 18. April 2008 als Bischof von Tonga nach. Seit 2010 ist Mafi Präsident der Pazifischen Bischofskonferenz.
Im Konsistorium vom 14. Februar 2015 nahm ihn Papst Franziskus als Kardinalpriester mit der Titelkirche Santa Paola Romana in das Kardinalskollegium auf. Damit ist Mafi der erste Kardinal aus Tonga. Bei seiner Kreierung war er zudem der weltweit jüngste lebende Kardinal. 
Anfang April 2017 erlitt Kardinal Mafi in Auckland, von wo aus er in den Vatikan reisen wollte, einen Zusammenbruch und wurde im Krankenhaus behandelt. In einem Interview im März 2018 betonte er, dass er den Schlüssel zur Zukunft der tongaischen Kirche in einer „einfachen Lebensart“ sehe.

## Mitgliedschaften
Kardinal Mafi ist Mitglied folgender Dikasterien der Römischen Kurie:
- Kongregation für die Evangelisierung der Völker (seit 2015)[6]
- Päpstlicher Rat Cor Unum (2015–2017)[6]